# Зеленолугівська сільська рада
Зеле́нолу́гівська сільська рада (рос. Зелёнолуговский сельский совет) — сільське поселення у складі Родинського району Алтайського краю Росії.
Адміністративний центр та єдиний населений пункт — село Зелений Луг.

## Населення
Населення — 504 особи (2019; 552 в 2010, 743 у 2002).